# 宮本陽吉
宮本 陽吉（みやもと ようきち、1927年4月4日 - 1996年12月18日）は、日本のアメリカ文学者、翻訳家。

## 人物
20世紀アメリカ小説を専攻、ヘミングウェイ、フィッツジェラルドのほか、フィリップ・ロス、ジョン・アップダイクなど戦後作家の翻訳で知られる。
東京生まれ。
1951年東京大学文学部英文科卒、1953年同大学院修士課程修了。茨城大学講師、1958年中央大学講師、1961年助教授、1968年教授、1970年東京工業大学教授、1983年学習院大学教授となった。
旧姓・山内。妻は洋画家の宮本三郎の娘・美音子。
子に英米文学者で、筑波大学名誉教授・放送大学教授の宮本陽一郎がいる。

## 著書
- 『アメリカ小説を読む』（集英社） 1977
- 『アメリカ最終出口』（冬樹社） 1980

### 翻訳
- 『朝はもう来ない』（ネルソン・オルグレン、パトリア） 1958
- 『裕福な青年 / 壊れる』（フィッツジェラルド、永川玲二共訳、南雲堂） 1958
- 『追われる男』（ジョフリー・ハウスホールド、創元推理文庫） 1960
- 『もうひとつの生活』（マラムード、新潮社） 1963
- 『午後の死』（ヘミングウェイ、佐伯彰一共訳、三笠書房、ヘミングウェイ全集） 1964
- 『作家の秘密 14人の作家とのインタビュー』（パリ・レヴュー社編、辻邦生・高松雄一共訳、新潮社） 1964
- 『走れウサギ』（ジョン・アプダィク、白水社） 1964、のち白水社Uブックス
- 『日はまた昇る』（ヘミングウェイ、講談社、世界文学全集） 1967、のち文庫
- 『われらの時代に』（ヘミングウェイ、河出書房新社、世界文学全集） 1967、のち福武文庫
- 『宇宙的な眼』（ヘンリー・ミラー、新潮社、ヘンリー・ミラー全集7） 1968
- 『ブルックリン最終出口』（ヒューバート・セルビー・ジュニア、河出書房新社） 1968、のち文庫
- 『アメリカの悲劇』（セオドア・ドライサー、集英社、世界文学全集49） 1970
- 『カップルズ』（アップダイク、新潮社） 1970、のち文庫
- 『黄金の眼に映るもの』（カーソン・マッカラーズ、中央公論社、世界の文学44） 1971
- 『ポートノイの不満』（フィリップ・ロス、集英社） 1971、のち文庫
- 『サム・トリッピング』（ドン・ミッチェル、河出書房新社） 1972
- 『同じ一つのドア』（アップダイク、新潮文庫） 1972
- 『狂信者イーライ』（フィリップ・ロス、佐伯彰一共訳、集英社） 1973
- 『その日をつかめ』（ソール・ベロー　集英社、世界の文学33） 1976、のち文庫
- 『美術館と女たち』（アップダイク、新潮社） 1980
- 『キングズ・インディアン』（ジョン・ガードナー、集英社） 1981
- 『夢へのレクイエム』（ヒューバート・セルビー・ジュニア、河出書房新社） 1982
- 『彼 / 彼女』（ハーバート・ゴールド、新潮社） 1984
- 『解剖学講義』（フィリップ・ロス、集英社） 1986
- 『背信の日々』（フィリップ・ロス、集英社） 1993
- 『イーサン・フローム』（イーディス・ウォートン、貝瀬知花・小沢円共訳、荒地出版社） 1995

## 論文
- ＜山内陽吉
- ＜宮本陽吉